# Hatter Barn
Hatter Barn este o arie protejată (arie specială de conservare — SAC, sit de importanță comunitară — SCI) din Danemarca întinsă pe o suprafață de 633 ha, integral marine.

## Localizare
Centrul sitului Hatter Barn este situat la coordonatele 0°N 0°E / 0°N 0°E.

## Înființare
Situl Hatter Barn a fost declarat sit de importanță comunitară în mai 1995 pentru a proteja un număr necunoscut de specii din flora spontană și fauna sălbatică aflate în arealul zonei. Situl a fost protejat și ca arie specială de conservare în decembrie 2011.

## Biodiversitate
Situată în ecoregiunile continentală și marină baltică, aria protejată conține 1 habitat natural: Recifuri.
La baza desemnării sitului se află un număr nedeclarat de specii protejate.